# Maison à vendre (opéra-comique)
Pour l’article homonyme, voir Maison à vendre.
 (décembre 2018).
Maison à vendre est un opéra-comique ou encore une comédie mêlée de chants en 1 acte (selon la typologie de l'époque de sa création), composé par Nicolas Dalayrac sur un livret d'Alexandre Duval. Cet opéra fut créé le 23 octobre 1800 (1er brumaire an IX) à Paris, à l'Opéra-Comique, Salle Favart. Opéra de dimension modeste, Maison à vendre ne comporte qu'un acte, est en prose mêlée d’ariettes et ne comporte que cinq rôles dont l’un parlé.

## Création
Opéra sans chœur, les parties vocales valorisèrent, lors de la création, les vedettes de la troupe de l'Opéra-Comique tels le ténor Huet, le baryton Jean-Blaise Martin qui ouvre la voie aux barytons aigus de l’époque romantique, ou encore François Elleviou.

## Argument
Au sein d'une maison bourgeoise, deux hommes fatigués qui ont faim et qui n'ont plus un sou se débattent sur ce qu'ils vont faire pour espérer trouver de la nourriture et un toit. Comme un clos en plein air, cette comédie en un acte ingénieusement sincère nous entraîne dans une histoire pétillante d'amour contrarié et de tromperie anodine.

## Distribution à l'époque de la création
| Personnage                           | Créateur du rôle   | Tessiture      |
| Mad. Dorval                          | Mad. Dugazon       | Soprane        |
| Lise, nièce de Mad. Dorval           | Mlle Phillis ainée | Soprane        |
| Ferville, voisin de Mad. Dorval      | Cit. Dozainville   | Ténor          |
| Versac, jeune Compositeur de Musique | Cit. Elleviou      | Haute-contre   |
| Un Domestique                        | Cit. Martin        | Baryton-Martin |

## Instrumentation selon la partition de l'époque
L’effectif instrumental de l'opéra est réduit et encore très classique pour l'époque : 
| Premier Cor en Ut  |
| Deuxième Cor en Ut |
| Grande Flûte       |
| Hauboit 1e         |
| Hauboit 2e         |
| Violon 1e          |
| Violon 2e          |
| Viole              |
| Basson 1e          |
| Basson 2e          |
| Basses             |
| Trombone           |

## Airs célèbres
- Chère Lise, dis-moi je t'aime [2]
- Depuis longtemps, j'ai le désir, [3]
- Fiez-vous, fiez-vous aux vains discours des hommes [4]
- Trop malheureux Dermont.

## Anecdotes
Le seul opéra écrit pour Dalayrac par Alexandre Duval est, suivant une étrange légende, le résultat d'un surprenant stratagème du musicien qui insistait depuis longtemps pour travailler avec ce librettiste. Dalayrac avait convié Duval dans sa campagne de Fontenay-sous-Bois, l’avait d’abord très bien traité puis l’enferma par surprise à clé dans sa chambre, jusqu’à l’achèvement du texte. Duval se  prit finalement  au jeu et signa une des pièces les plus amusantes du répertoire[réf. nécessaire].

## Reprise en 2020
Maison à vendre a été repris en 2020 à l'Opéra de Reims par la Compagnie les Monts du Reuil, direction musicale Hélène Clerc-Murgier et Pauline Warnier, mise en scène de Constance Larrieu. Co-production Palazetto Bru Zane.
- Lise : Pauline Sikirdji
- Madame Dorval : Hélène Babu
- Dermont : David Ghilardi
- Versac : Jean-François Lombard
- Le voisin : Didier Girauldon